# آکسنارد (کالیفرنیا)
اوکس نارد (به انگلیسی: Oxnard) شهری در شهرستان ونتورا ایالت کالیفرنیا است که در سرشماری سال ۲۰۱۰ میلادی، ۱۹۷۸۹۹ نفر جمعیت داشته‌است.